# 圣特罗佩
圣特罗佩（法語：Saint-Tropez，法語發音：[sɛ̃ tʁɔpe]），法国东南部城市，普罗旺斯-阿尔卑斯-蓝色海岸大区瓦尔省的一个市镇，隶属于德拉吉尼昂区，其市镇面积为11.18平方公里，2022年1月1日时人口数量为3,586人，在法国城市中排名第2,884位。
圣特罗佩位于瓦尔省东南部，地中海海滨，其所处的半岛及海湾以其命名，是一个区域性的中心城市，多条公路在此交汇。圣特罗佩因其独特的山地和海岸风光而闻名，自16世纪起出现贵族社区，现代为法国地中海沿岸重要的旅游城市，多部影视作品取景于此。

## 地名来源
“特罗佩”一名来源于当地的一处纪念天主教圣人托尔佩特的教堂。
因“圣特罗佩”一名含有封建宗教色彩，在法国大革命时期，当地的官方名称曾一度被改为“Héraclée”。
圣特罗佩所处区域在19世纪以前曾通行奥克语普罗旺斯方言，“Saint-Tropez”对应的奥克语拼写为，其发音为[san(t) tʀuˈpes]。

## 历史

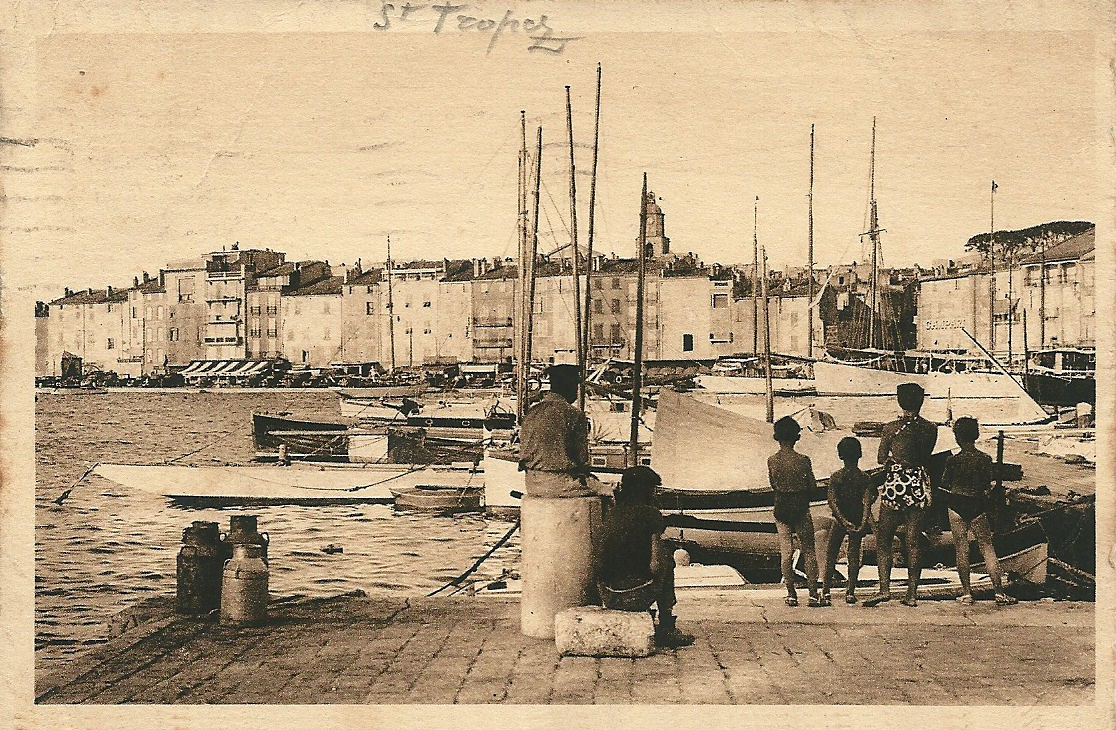
20世纪初的圣特罗佩港

圣特罗佩的早期历史尚不清楚，其所处的地中海岸曾于公元前五世纪时被希腊人占领。根据当地官方旅游局网站的论述，中世纪末期，圣特罗佩曾遭遇外敌入侵而被严重破坏，公元1470年，格里莫领主科萨的让（Jean de Cossa）邀请热那亚名望贵族拉法埃尔·德加雷齐奥（Raphaël de Garezzio）参与圣特罗佩的重建，后者带领了二十余名热那亚贵族驻扎圣特罗佩，他们在此修建了私人住宅及城塞，并用作军事防御设施，作为交换，他们得以享受法兰西国王的免税政策。17世纪后，得益于当地温暖的气候和独特的地中海风光，圣特罗佩吸引了大批王室政要人物来此安置或安度晚年，当地出现了高尔夫球场、浴场和垂钓设施。法国大革命后，圣特罗佩成为瓦尔省的一个市镇。20世纪后，随着旅游业的发展，圣特罗佩成为了法国地中海沿岸的一个重要旅游城市，并成为多部影视作品的取景地，其中法国演员路易·德菲内斯主演的《圣特罗佩宪兵》是取景于圣特罗佩的代表性作品。20世纪90年代，威尔士王妃戴安娜曾长居于此。

## 地理

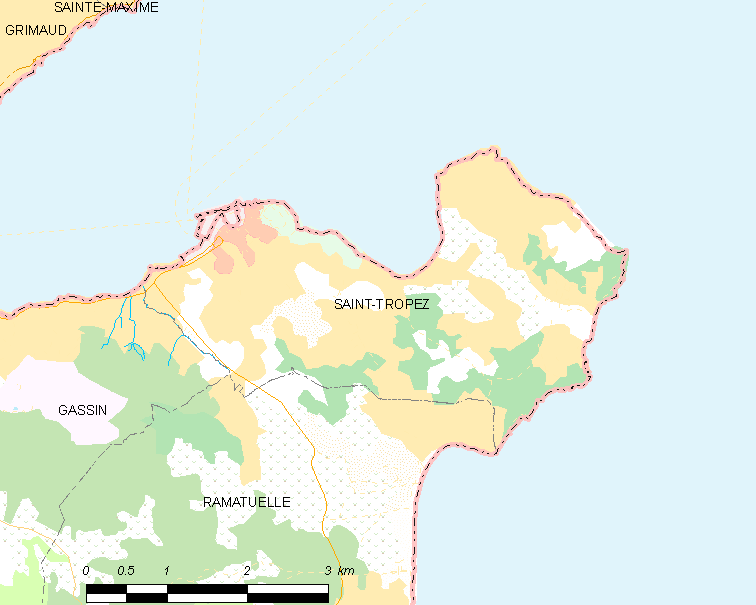
圣特罗佩市镇范围地图

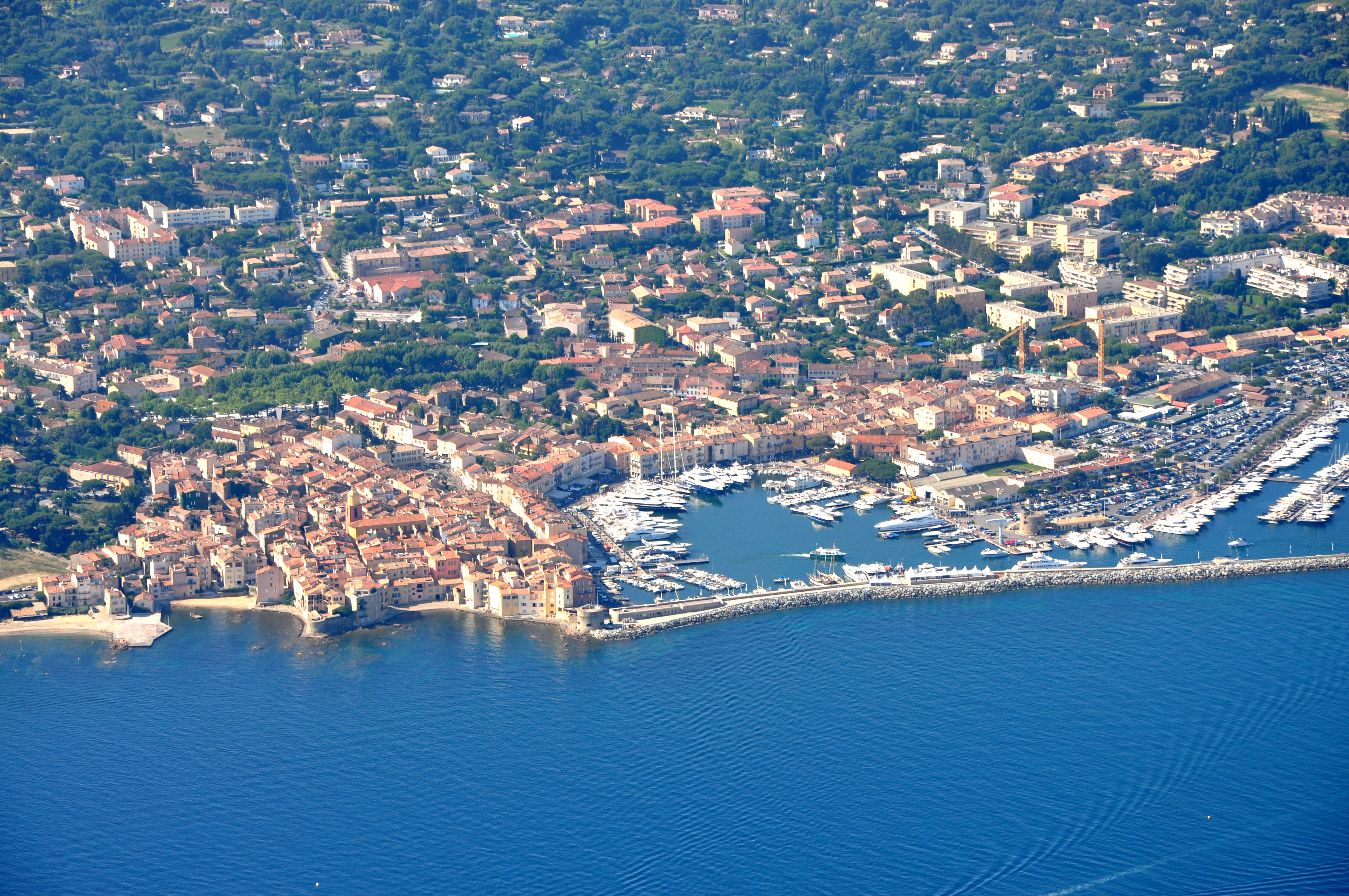
圣特罗佩航拍

圣特罗佩位于法国东南部，普罗旺斯-阿尔卑斯-蓝色海岸大区南部和瓦尔省东南部，距离省会土伦大约70公里。与圣特罗佩接壤的市镇包括：加桑、拉马蒂埃勒。

### 地形
圣特罗佩位于圣特罗佩半岛东北侧，境内以丘陵为主，市镇中心位于一处山丘西侧，核心区域较为平坦，附近街区则多起伏，全境海拔在0到115米之间。

### 水文
圣特罗佩位于同名海湾南侧，其陆地范围内无大型天然地表径流，莱马尔溪（ruisseau des Marres）自南向北流经市区西部并独立注入地中海。

### 植被
圣特罗佩属于亚热带硬叶林区，林地广泛分布于市区内的山地地带，城塞公园（Parc de la Citadelle）是当地主要的城市绿地。
在鲜花城市的评比中，圣特罗佩暂未被评级。

### 气候
圣特罗佩在柯本气候分类法中属于地中海气候。
距离圣特罗佩最近的常年气象站位于拉马蒂埃勒境内，以下为该气象站的数据（其中日照数据取自弗雷瑞斯）：
| 拉马蒂埃勒-卡马拉角 1981年－2019年 | 拉马蒂埃勒-卡马拉角 1981年－2019年 | 拉马蒂埃勒-卡马拉角 1981年－2019年 | 拉马蒂埃勒-卡马拉角 1981年－2019年 | 拉马蒂埃勒-卡马拉角 1981年－2019年 | 拉马蒂埃勒-卡马拉角 1981年－2019年 | 拉马蒂埃勒-卡马拉角 1981年－2019年 | 拉马蒂埃勒-卡马拉角 1981年－2019年 | 拉马蒂埃勒-卡马拉角 1981年－2019年 | 拉马蒂埃勒-卡马拉角 1981年－2019年 | 拉马蒂埃勒-卡马拉角 1981年－2019年 | 拉马蒂埃勒-卡马拉角 1981年－2019年 | 拉马蒂埃勒-卡马拉角 1981年－2019年 | 拉马蒂埃勒-卡马拉角 1981年－2019年 |
| 月份                               | 1月                                | 2月                                | 3月                                | 4月                                | 5月                                | 6月                                | 7月                                | 8月                                | 9月                                | 10月                               | 11月                               | 12月                               | 全年                               |
| ---------------------------------- | ---------------------------------- | ---------------------------------- | ---------------------------------- | ---------------------------------- | ---------------------------------- | ---------------------------------- | ---------------------------------- | ---------------------------------- | ---------------------------------- | ---------------------------------- | ---------------------------------- | ---------------------------------- | ---------------------------------- |
| 历史最高温 °C（°F）                | 22.1 (71.8)                        | 23.6 (74.5)                        | 26.1 (79.0)                        | 28.2 (82.8)                        | 32 (90)                            | 34 (93)                            | 36.9 (98.4)                        | 36.5 (97.7)                        | 33.4 (92.1)                        | 29.3 (84.7)                        | 24.8 (76.6)                        | 23 (73)                            | 36.9 (98.4)                        |
| 平均高温 °C（°F）                  | 12.8 (55.0)                        | 13.2 (55.8)                        | 15.3 (59.5)                        | 17.1 (62.8)                        | 20.9 (69.6)                        | 24.6 (76.3)                        | 28 (82)                            | 28.5 (83.3)                        | 24.9 (76.8)                        | 20.7 (69.3)                        | 16.2 (61.2)                        | 13.5 (56.3)                        | 19.6 (67.3)                        |
| 日均气温 °C（°F）                  | 9.8 (49.6)                         | 9.9 (49.8)                         | 11.7 (53.1)                        | 13.6 (56.5)                        | 17.3 (63.1)                        | 20.9 (69.6)                        | 24.1 (75.4)                        | 24.4 (75.9)                        | 21.2 (70.2)                        | 17.6 (63.7)                        | 13.2 (55.8)                        | 10.6 (51.1)                        | 16.2 (61.2)                        |
| 平均低温 °C（°F）                  | 6.9 (44.4)                         | 6.6 (43.9)                         | 8.2 (46.8)                         | 10.1 (50.2)                        | 13.8 (56.8)                        | 17.3 (63.1)                        | 20.1 (68.2)                        | 20.4 (68.7)                        | 17.5 (63.5)                        | 14.5 (58.1)                        | 10.3 (50.5)                        | 7.7 (45.9)                         | 12.8 (55.0)                        |
| 历史最低温 °C（°F）                | −8 (18)                            | −10 (14)                           | −5.4 (22.3)                        | 0.8 (33.4)                         | 4.8 (40.6)                         | 9 (48)                             | 13 (55)                            | 11.8 (53.2)                        | 9 (48)                             | 2.8 (37.0)                         | −2.5 (27.5)                        | −2.8 (27.0)                        | −10 (14)                           |
| 平均降水量 mm（）                  | 77 (3.0)                           | 50 (2.0)                           | 45.6 (1.80)                        | 70.9 (2.79)                        | 38.9 (1.53)                        | 31.5 (1.24)                        | 11.7 (0.46)                        | 22.8 (0.90)                        | 61.9 (2.44)                        | 119 (4.7)                          | 83.8 (3.30)                        | 83.7 (3.30)                        | 696.8 (27.43)                      |
| 月均日照時數                       | 155.9                              | 166.6                              | 217.7                              | 220.7                              | 264.9                              | 311.1                              | 346.1                              | 313.4                              | 234.2                              | 171.9                              | 141.6                              | 121.2                              | 2,665.3                            |
| 来源：infoclimat.fr                |                                    |                                    |                                    |                                    |                                    |                                    |                                    |                                    |                                    |                                    |                                    |                                    |                                    |

## 行政区划
圣特罗佩的市镇编号为83119，邮政编号为83990。
在行政管理方面，圣特罗佩隶属于法国普罗旺斯-阿尔卑斯-蓝色海岸大区瓦尔省德拉吉尼昂区；在地方选举方面，圣特罗佩隶属于圣马克西姆县，其市镇范围全境被划入瓦尔省第四选区；在社会管理方面，圣特罗佩是圣特罗佩海湾市镇公共社区的组成部分。
圣特罗佩市镇被划为五个街区，并实行街区自治制度。
法国国家统计与经济研究所（简称）在进行数据统计时，将圣特罗佩及相邻的另外2个市镇设为圣特罗佩城市核心区以及圣特罗佩城市区。自2020年起，圣特罗佩城市区被包含3个市镇的圣特罗佩城市辐射区代替。此外，还将圣特罗佩市镇分为了2个“块区”（IRIS），以便于统计人口分布情况。

## 交通

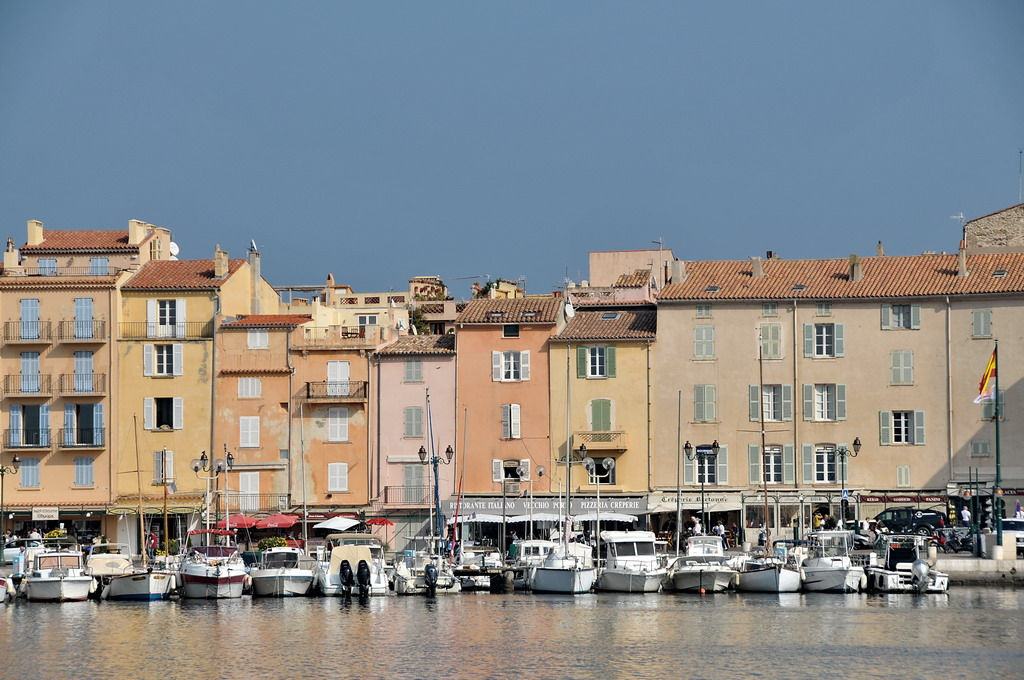
圣特罗佩港口停靠的船只

### 公路
瓦尔省省道D93线和D98A线在圣特罗佩境内交汇。普罗旺斯-阿尔卑斯-蓝色海岸大区下属的城际客运提供巴士线路，可前往土伦、耶尔、圣拉斐尔等地。
| 38 | 40 |

| 13 | 38 |

| 土伦 | 69 |

| 耶尔 | 50 |

| 德拉吉尼昂 | 47 |

| 拉加尔德 | 62 |

| 戛纳 | 72 |

| 圣拉斐尔 | 37 |

2018年，25.7%的圣特罗佩家庭拥有至少一辆私人汽车。2019年，圣特罗佩境内共发生各类交通事故3起，造成3人受伤。

### 铁路
圣特罗佩位于科戈兰－圣特罗佩铁路上，该铁路已于1949年关闭。
距离圣特罗佩最近的运营中的客运铁路车站为36公里外的弗雷瑞斯站，该站停靠往返于莱萨克-德拉吉尼昂站和尼斯城站一线的区域列车。

### 航空
距离圣特罗佩最近的民用航空站为土伦-耶尔机场，距离圣特罗佩市中心的公路里程约52公里。

### 航运
圣特罗佩港开行前往海湾北侧圣拉斐尔的轮渡航线。

### 城市公共交通
圣特罗佩巴士（商业名称为）是由当地市镇政府提供的城市公共交通服务。截至2022年6月，该巴士系统共包括1条单循环公交线路，除节假日外每天开行6至8班，路网覆盖了圣特罗佩市区内的主要街道和居民区。

## 政治

### 市政内阁

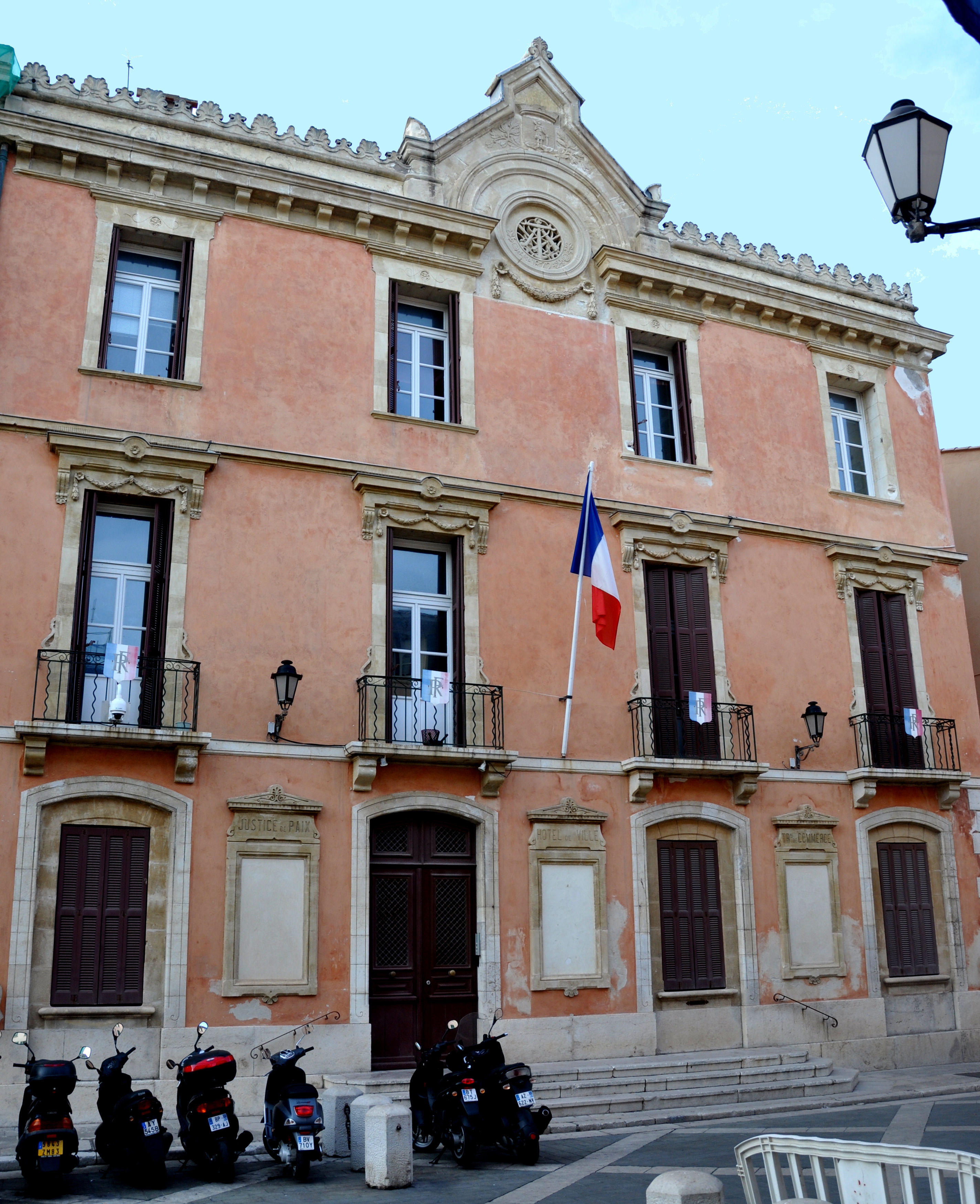
圣特罗佩市政厅

圣特罗佩的现任市长为西尔薇·西里女士（Sylvie SIRI），她是一名右翼无党派人士，其前任让-皮埃尔·蒂韦里先生（Jean-Pierre TUVÉRI）在2020年的市政选举中获得了41.67%的支持率，后因其不满法国政府在2019冠状病毒病疫情中采取的宵禁政策而于2020年10月辞职。
| 圣特罗佩历届市长 | 圣特罗佩历届市长                      | 圣特罗佩历届市长                     |
| 任期             | 市长                                  | 党派                                 |
| ---------------- | ------------------------------------- | ------------------------------------ |
| 1945年－1947年   | Antonin SAINT-ÉTIENNE 昂托南·圣艾蒂安 | 不详                                 |
| 1947年－1965年   | Louis FABRE 路易·法布尔               | DVG左翼无党派人士 →Centriste中间派   |
| 1965年－1971年   | Jean LESCUDIER 让·莱屈迪耶            | DVG左翼无党派人士 →DVD右翼无党派人士 |
| 1971年－1973年   | Marius ASTEZAN 马里尤斯·阿斯特藏      | 不详                                 |
| 1973年－1983年   | Bernard BLUA 贝尔纳·布吕阿            | DVD右翼无党派人士                    |
| 1983年－1989年   | Jean-Michel COUVE 让-米歇尔·库夫      | RPR保衛共和聯盟                      |
| 1989年－1993年   | Alain SPADA 阿兰·斯帕达               | DVD右翼无党派人士                    |
| 1993年－2008年   | Jean-Michel COUVE 让-米歇尔·库夫      | RPR保衛共和聯盟 →UMP人民运动联盟     |
| 2008年－2020年   | Jean-Pierre TUVÉRI 让-皮埃尔·蒂韦里   | DVD右翼无党派人士                    |
| 2020年－         | Sylvie SIRI 西尔薇·西里               | DVD右翼无党派人士                    |

### 各级选举
| 圣特罗佩历届投票选举结果 | 圣特罗佩历届投票选举结果       | 圣特罗佩历届投票选举结果 | 圣特罗佩历届投票选举结果 | 圣特罗佩历届投票选举结果               | 圣特罗佩历届投票选举结果 | 圣特罗佩历届投票选举结果 | 圣特罗佩历届投票选举结果          | 圣特罗佩历届投票选举结果 | 圣特罗佩历届投票选举结果 |
| 选举项目                 | 选举范围                       | 选区单位                 | 选区单位内的选举结果     | 选区单位内的选举结果                   | 选区单位内的选举结果     | 选区单位内的选举结果     | 选区单位内的选举结果              | 选区单位内的选举结果     | 参考资料                 |
| 选举项目                 | 选举范围                       | 选区单位                 | 第一轮胜出者             | 第一轮胜出者                           | 支持率                   | 第二轮胜出者             | 第二轮胜出者                      | 支持率                   | 参考资料                 |
| ------------------------ | ------------------------------ | ------------------------ | ------------------------ | -------------------------------------- | ------------------------ | ------------------------ | --------------------------------- | ------------------------ | ------------------------ |
| 2017年法國總統選舉       | 法國                           | 市镇                     |                          | 弗朗索瓦·菲永                          | 52.98%                   |                          | 埃马纽埃尔·马克龙                 | 55.15%                   | [ 23 ]                   |
| 2017年法国立法选举       | 瓦尔省第四选区                 | 市镇                     |                          | 塞雷娜·莫博尔涅                        | 32.76%                   |                          | 塞雷娜·莫博尔涅                   | 58.82%                   | [ 23 ]                   |
| 2019年欧洲议会选举       | 法國                           | 市镇                     |                          | 若尔当·巴尔代拉                        | 29.03%                   | （不适用）               | （不适用）                        | （不适用）               | [ 26 ]                   |
| 2021年法国省级选举       | 瓦尔省                         | 县                       |                          | 马克·艾蒂安-朗萨德 克里斯蒂安娜·拉尔达 | 30.71%                   |                          | 韦罗妮克·勒努瓦尔 菲利普·莱奥内利 | 59.4%                    | [ 27 ]                   |
| 2021年法国省级选举       | 瓦尔省                         | 市镇                     |                          | 马克·艾蒂安-朗萨德 克里斯蒂安娜·拉尔达 | 32.73%                   |                          | 韦罗妮克·勒努瓦尔 菲利普·莱奥内利 | 56.96%                   | [ 27 ]                   |
| 2021年法国大区选举       | 普罗旺斯-阿尔卑斯-蔚蓝海岸大区 | 市镇                     |                          | 雷诺·米斯利耶                          | 48.76%                   |                          | 雷诺·米斯利耶                     | 62.17%                   | [ 28 ]                   |
| 2022年法国总统选举       | 法國                           | 市镇                     |                          | 埃马纽埃尔·马克龙                      | 31.1%                    |                          | 埃马纽埃尔·马克龙                 | 51.66%                   | [ 23 ]                   |
| 2022年法国立法选举       | 瓦尔省第四选区                 | 市镇                     |                          | 埃里克·泽穆尔                          | 37.12%                   |                          | 塞雷娜·莫博尔涅                   | 55.94%                   | [ 23 ]                   |

## 人口
2019年，圣特罗佩市镇人口数量为3,851，在法国排名第2,884位。其中男性1,729人，女性2,122人，75岁及以上人口占16.5%，外籍人口数量为336人，人口密度为344人/平方公里，当地居民被称为（男性）或（女性）。2020年，圣特罗佩境内出生25人，死亡人口74人。
| 圣特罗佩1901年－2019年人口变化情况 |
|                                    |
| 数据来源：Cassini、INSEE           |

## 经济
圣特罗佩是一个区域性的中心城市，旅游及其相关产业是当地主要的经济支柱。截止2022年6月，圣特罗佩市镇范围内共有各类用人单位（包含自雇）3,547家，平均历史为18年，其中98.95%为中小型企业（PME），2022年4月至6月间，当地的经济活力指数为0.9%。（私人服务）、（房产）及（制鞋）是当地2021年营业额最高的三个企业，分别为5,927,454欧元、4,205,683欧元和3,705,268欧元。

## 财政与居民收入
2020年，圣特罗佩的财政收入总额为31,398,900欧元，财政支出总额为32,270,200欧元，当年的债务总额为44,047,900欧元。2021年，圣特罗佩共获得530,150欧元的国家财政补助，比上一年减少了29.65%。
2019年，圣特罗佩的人均月收入总额为2,522欧元，其中高级职员为4,192欧元，低于法国平均水平（4,230欧元）；中级职员为2,760欧元，高于法国平均水平（2,411欧元）；普通职员为2,161欧元，高于法国平均水平（1,740欧元）。
2018年，圣特罗佩境内的青壮年（15至64岁）失业率为14.3%，当地60.7%的家庭拥有纳税资格，平均纳税9,816欧元，高于法国平均水平（3,910欧元）。

## 社会事务

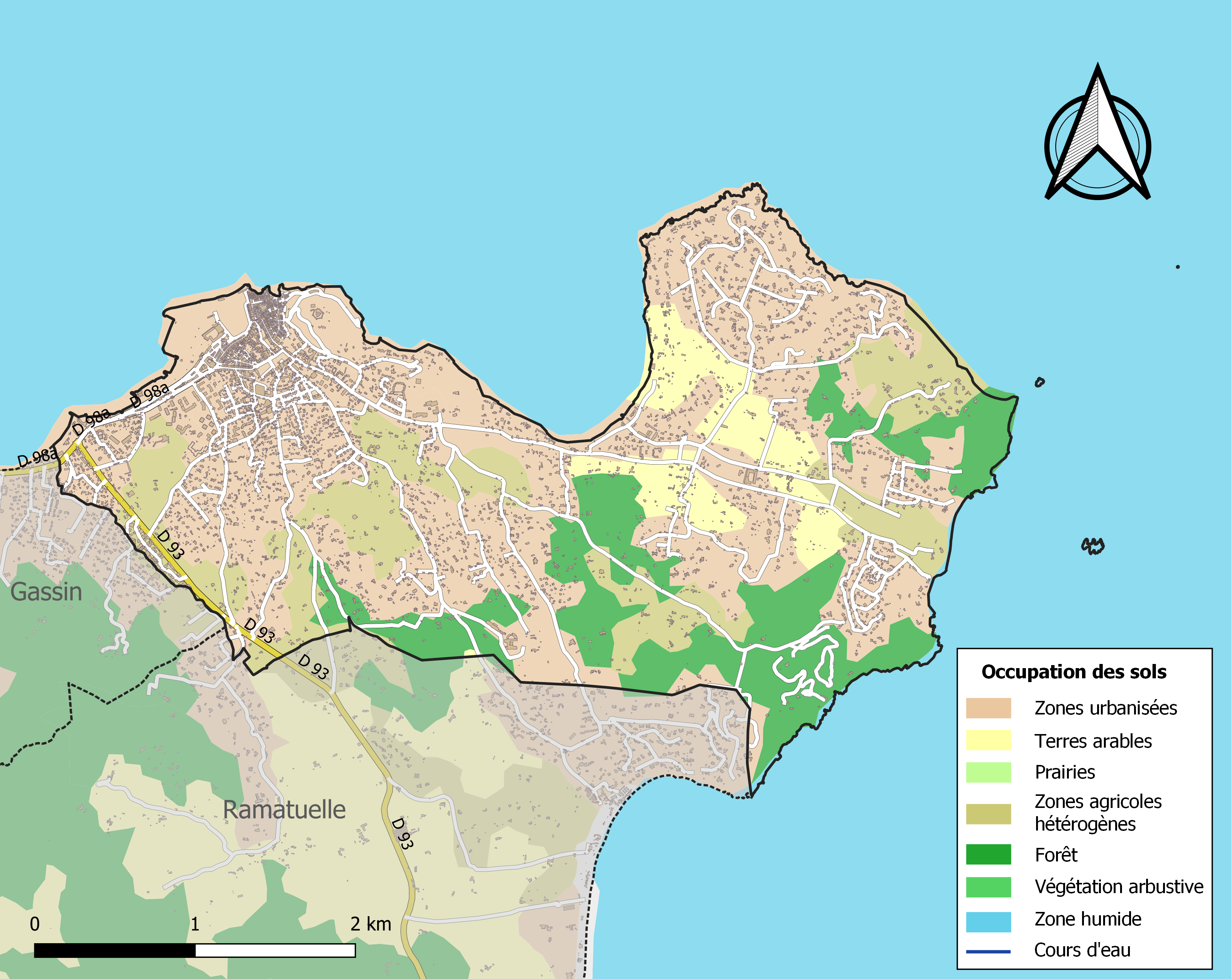
圣特罗佩土地利用情况地图

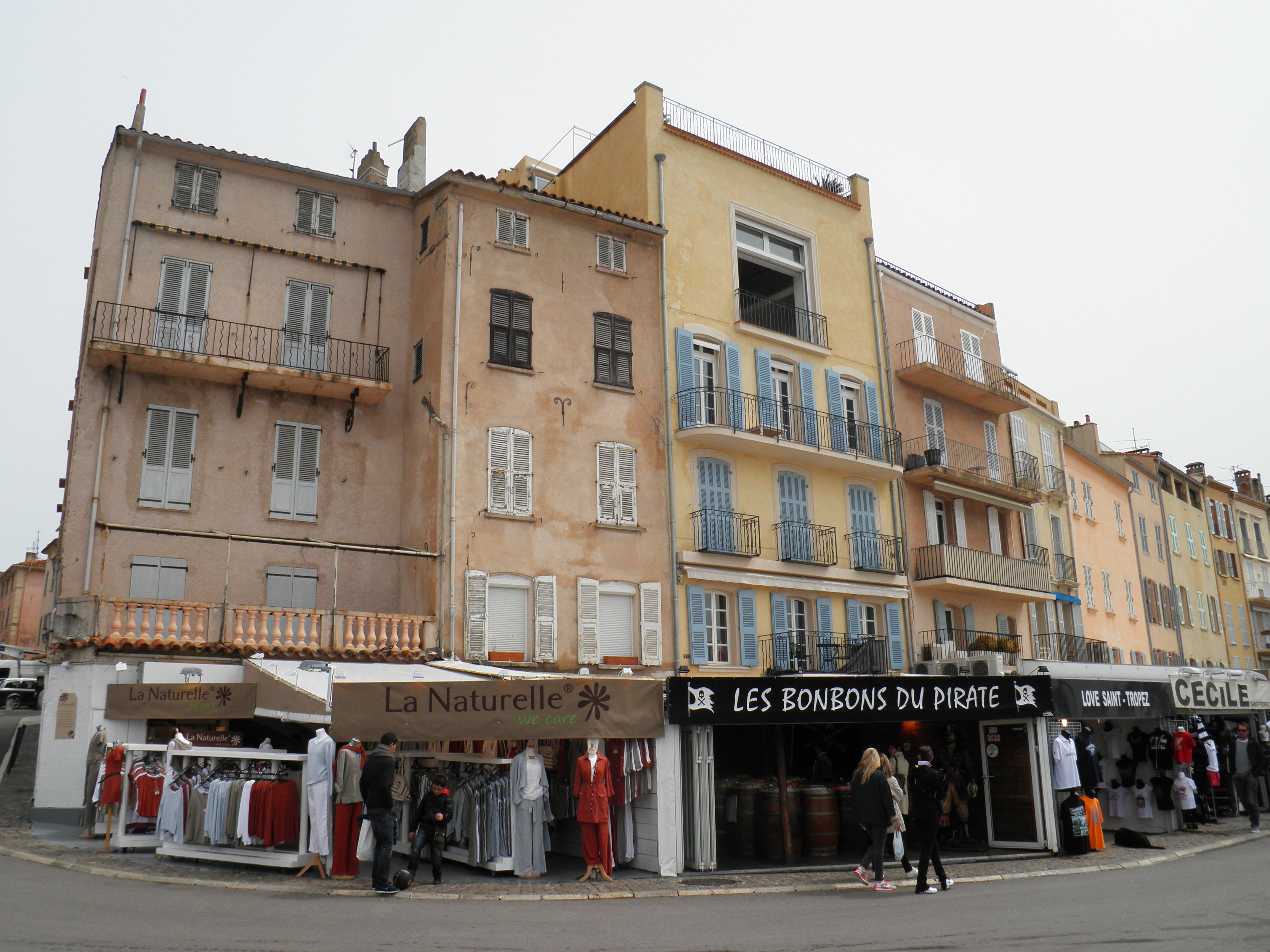
圣特罗佩镇中心的建筑

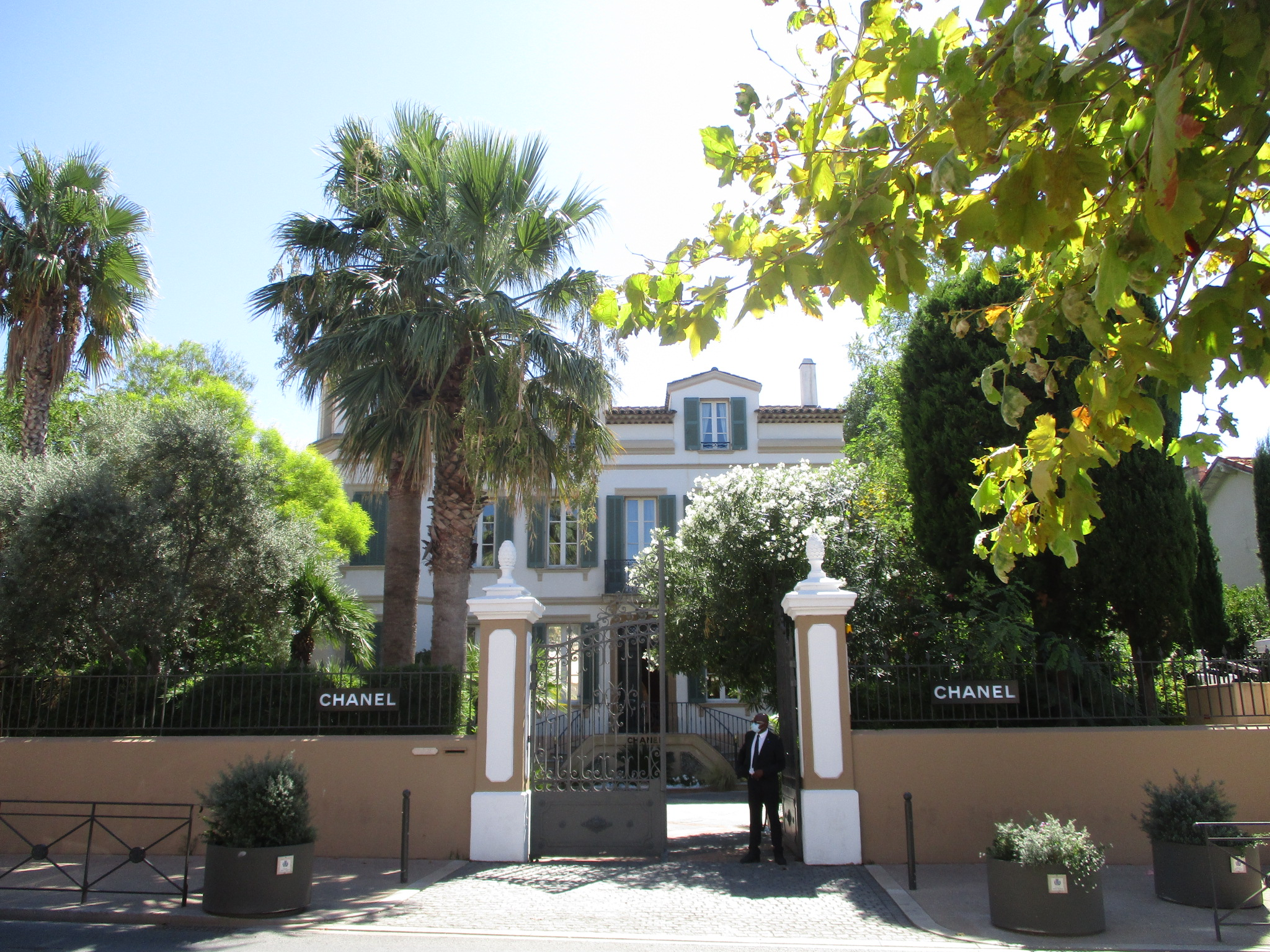
圣特罗佩的一家奢侈品商店

### 教育
圣特罗佩属于尼斯学区。截止2020年1月1日，圣特罗佩境内共有1所幼儿园、2所小学和1所初级中学。2018至2019学年度，圣特罗佩境内共有在校中等教育阶段学生273名。

### 医疗
截止2020年1月1日，圣特罗佩境内共有全科医生10名、保健师12名、牙医8名、护士14名、耳科医生2名和皮肤科医生1名。境内共有药房4家、养老院1家。
圣特罗佩中心医院（Centre Hospitalier de Saint-Tropez）是法国的一个区域性医疗机构，其主病区位于圣特罗佩市区，设有床位97个，是当地规模最大的公立综合性医院。

### 住房
2018年，圣特罗佩境内共有各类住房6,847套，其中35.2%为独立式居民区，64.6%为集中式居民区。常住房屋占圣特罗佩市镇范围内居民建筑总量的31.5%。
在住房保障政策方面，2020年，圣特罗佩境内共有164户家庭获得了住房经济补助，受益人数占总人口数量的4%，其中215份为房租补助。

### 商业
2019年，圣特罗佩境内共有各类实体商铺869家，其中餐厅156家、大型超市2家、杂货店3家、面包房11家、肉铺4家、书店3家、装饰品店4家、银行门店9家、美容美发店19家、汽车维修店11家。市中心建有Super U、Monoprix、Casino等购物商场。

### 体育
2020年，圣特罗佩境内共有1家游泳池、1间体育馆、1座综合体育场、10处网球场以及2处足球或橄榄球场。
截至2022年6月，圣特罗佩境内共有两家注册足球俱乐部。圣特罗佩人足球体育俱乐部（F.C.U.S. Tropezienne，编号545189）是当地的代表性足球队，其主队2022至2023赛季参加地中海足球联赛乙组（法国第七级别），其主场为马塞尔·奥布尔球场（Stade Marcel Aubour）。

### 环境
圣特罗佩的环境事务由其所属的圣特罗佩海湾市镇公共社区负责。2019年，圣特罗佩境内共有1家污染企业。

### 治安
2019年，圣特罗佩市镇范围内有1处宪兵队。
2020年，加桑-圣特罗佩国家宪兵队（zone gendarmerie de Gassin-Saint-Tropez）的管辖范围内共15个市镇累计发生各类案件5,919起，其中盗窃类案件3,054起，经济类案件1,066起，毒品交易类案件299起。

## 文化
2020年，圣特罗佩境内共有1家电影院和1家博物馆。圣特罗佩市政府提供多媒体中心，每周一、二、三、五、六向公众开放。

### 建筑
圣特罗佩境内有多处历史建筑，其中法国国家文物保护单位包括圣特罗佩城塞、圣母升天教堂、共情小教堂（Chapelle de la Miséricorde de Saint-Tropez）等，北纬43度酒店则是当地的现代地标性建筑物。

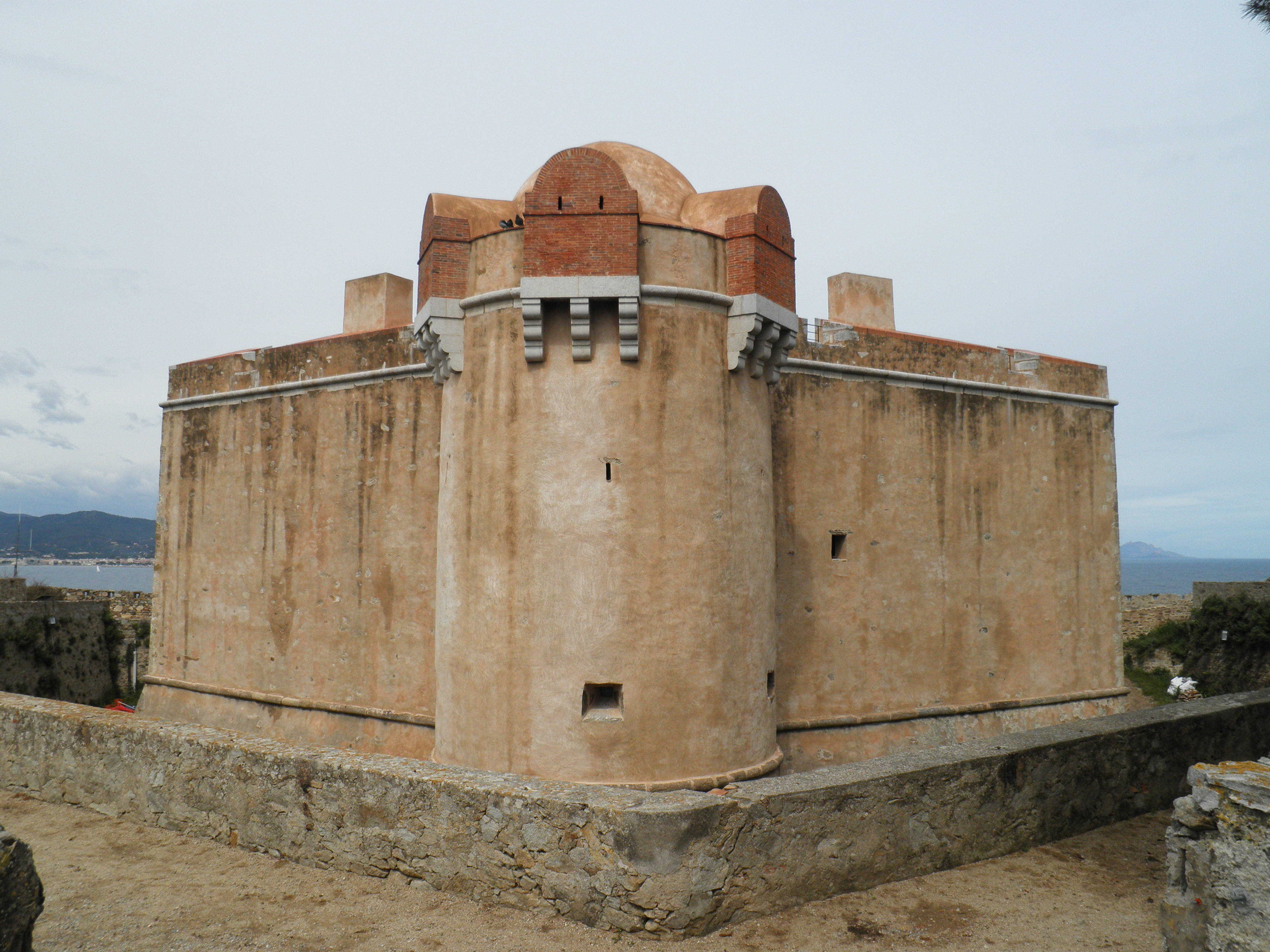
圣特罗佩城塞（法语：Citadelle de Saint-Tropez）
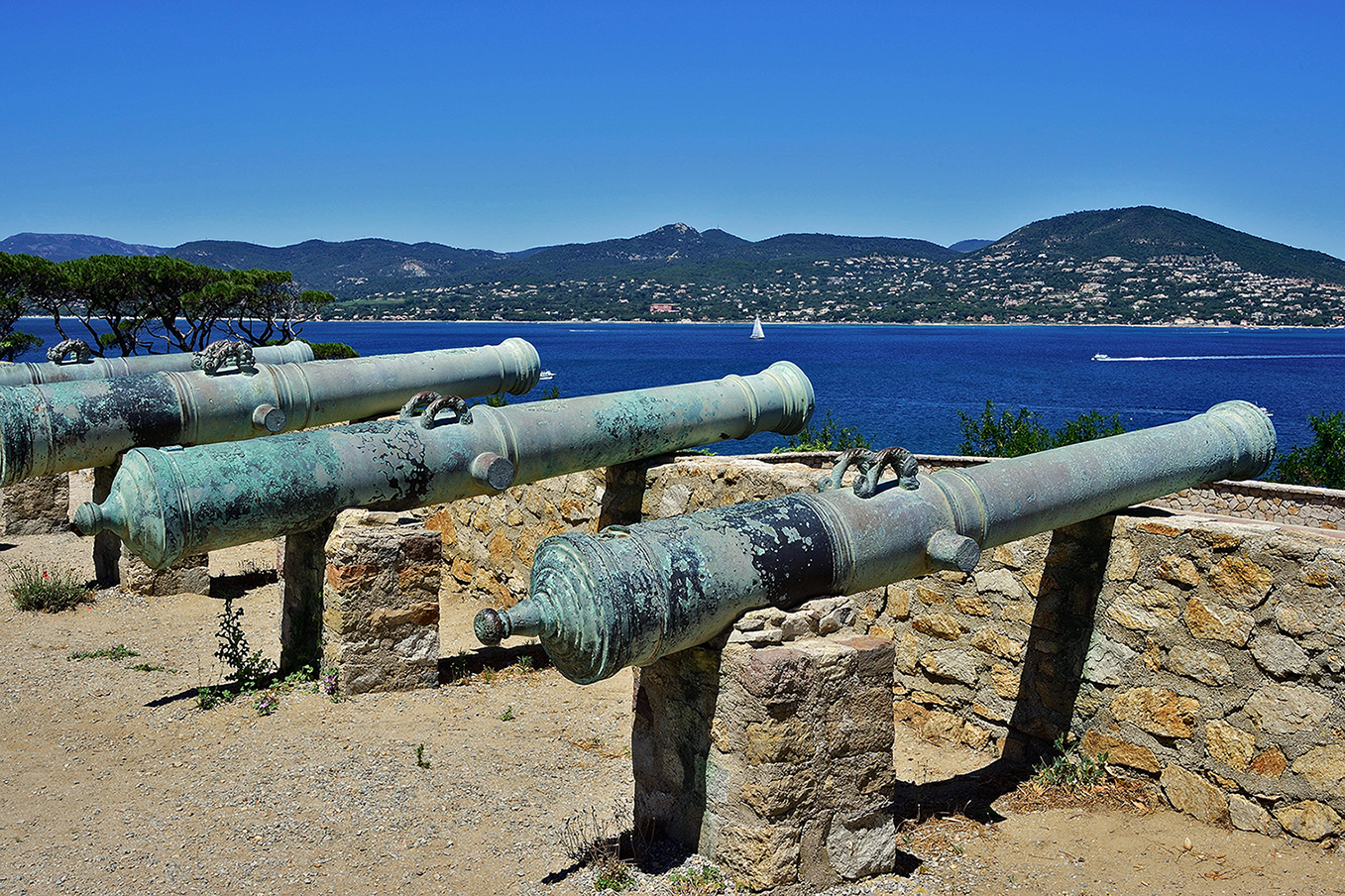
城塞炮台
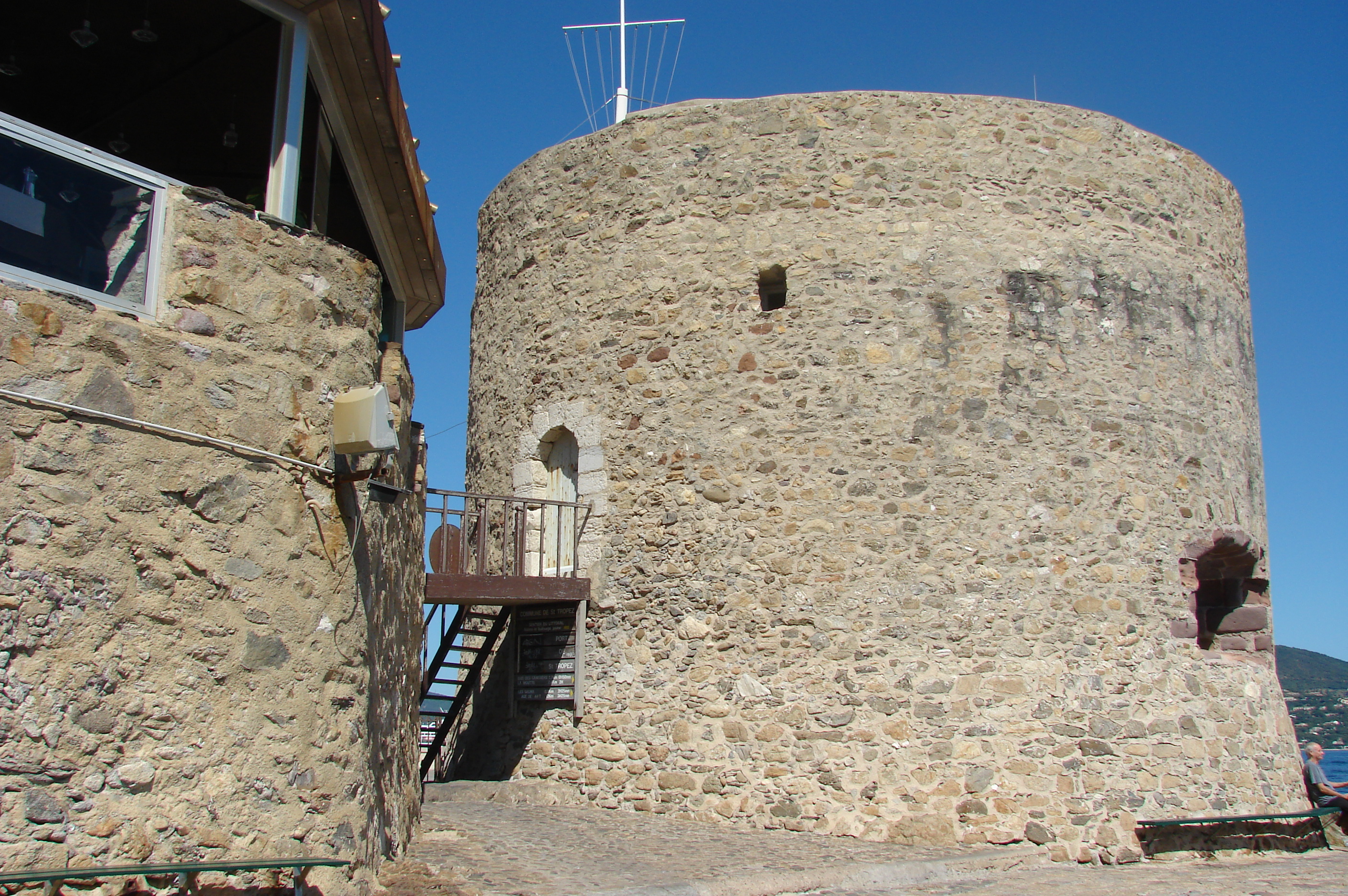
碉楼
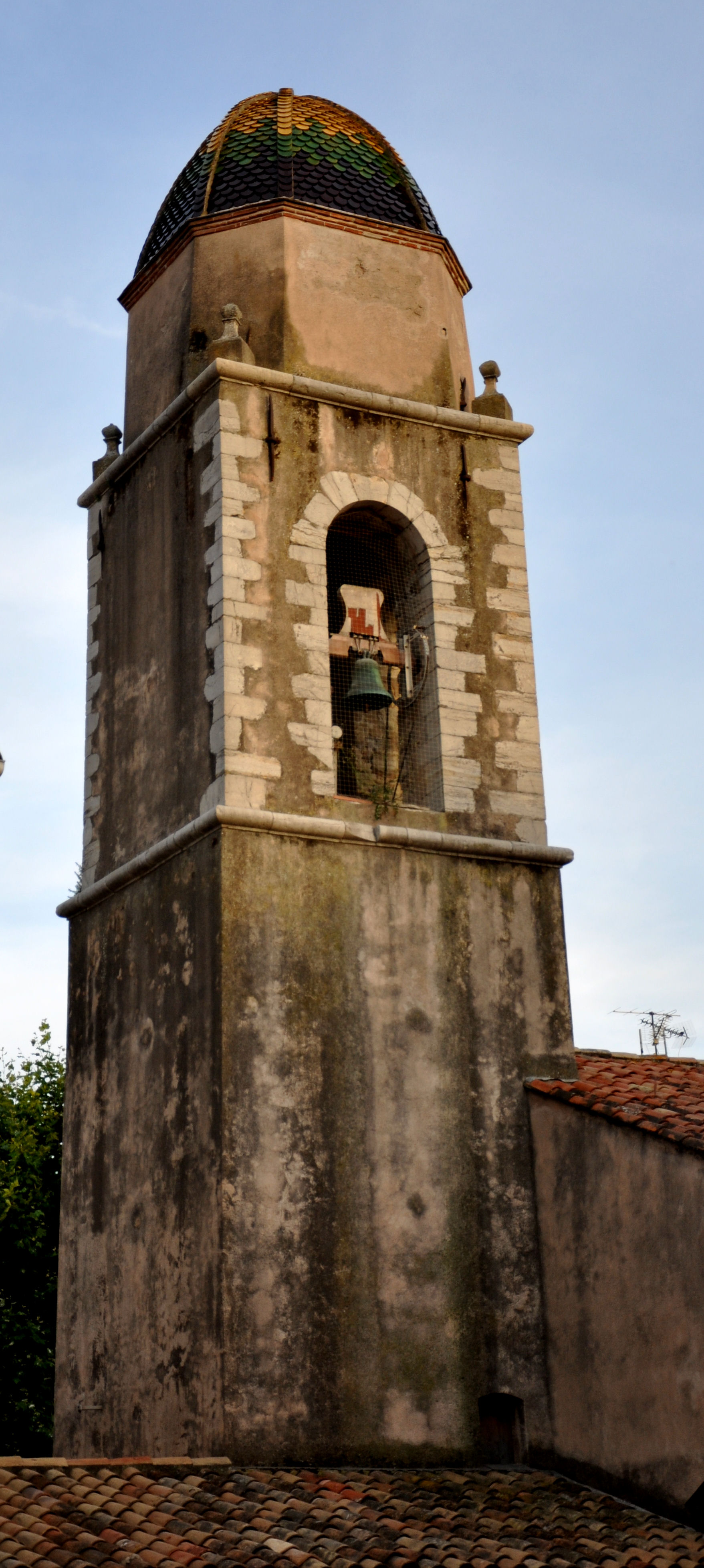
共情小教堂
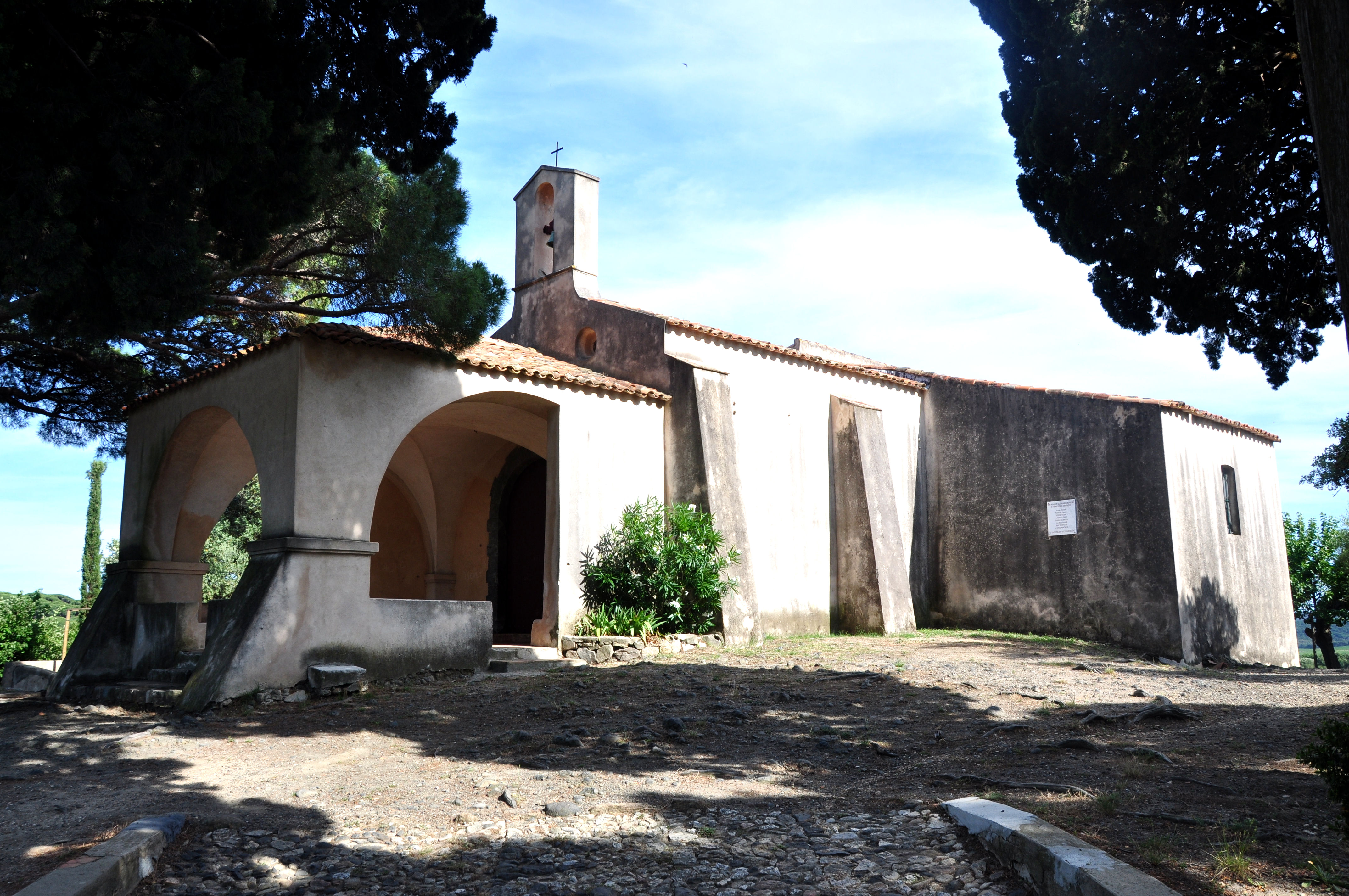
圣安娜小教堂（波兰语：Kaplica św. Anny w Saint-Tropez）
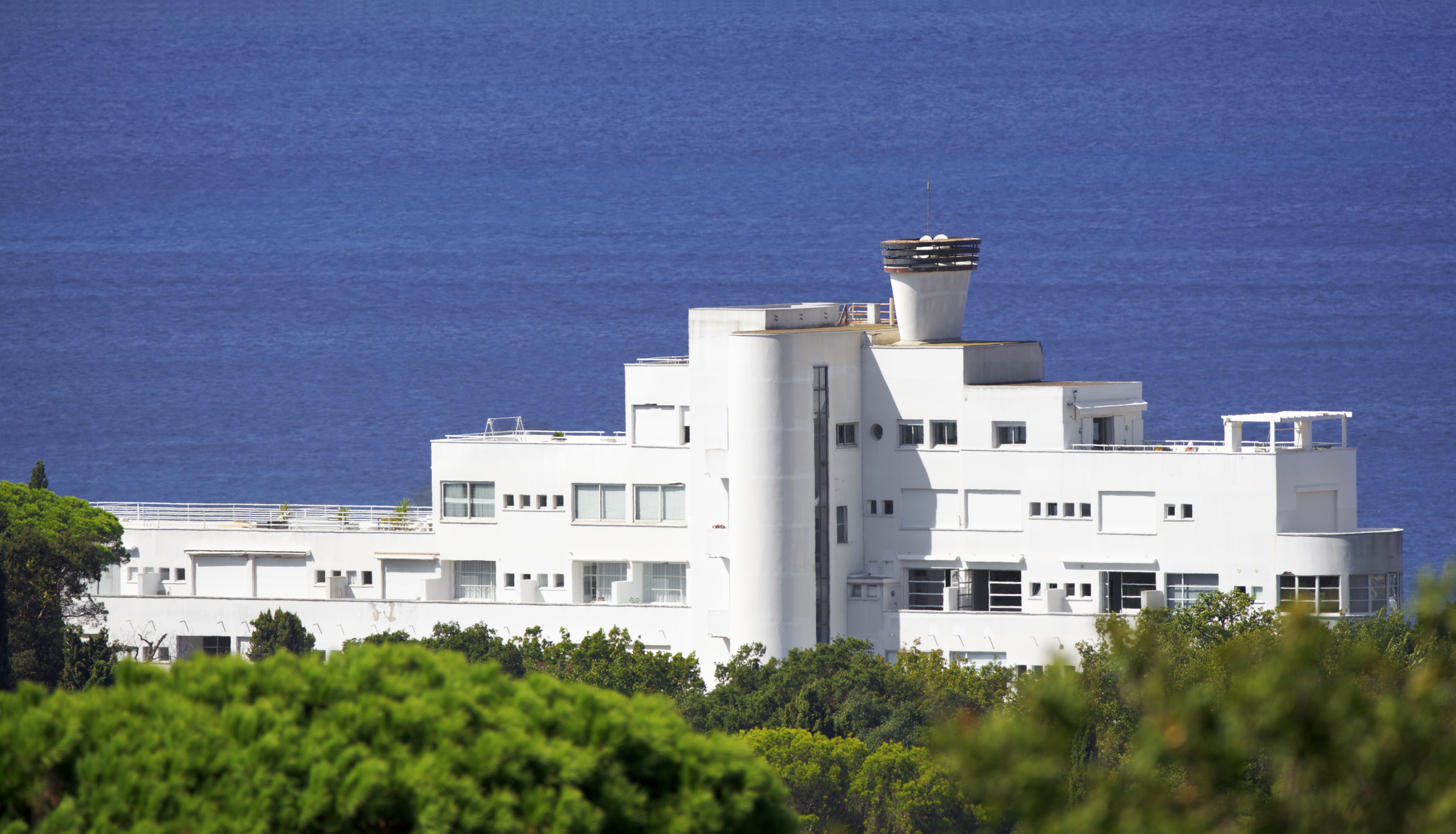
北纬43度酒店（德语：Latitude 43）

### 旅游
圣特罗佩的旅游事务由其所属的圣特罗佩海湾市镇公共社区负责。2021年，圣特罗佩境内共有33家酒店共计956间房间。

### 媒体
法国主要的媒体均可在圣特罗佩接收，法国电视三台下属的普罗旺斯-阿尔卑斯-蓝色海岸大区频道在部分时段播出圣特罗佩所属区域的地方新闻。蓝色法兰西普罗旺斯广播、维他命广播、《瓦尔早报》、《马赛日报》等是当地主要的地方性媒体。

## 友好城市
截至2022年6月，圣特罗佩共与一座城市互为友好城市关系：
- 馬爾他 比尔古